# العلاقات البنينية المنغولية
العلاقات البنينية المنغولية هي العلاقات الثنائية التي تجمع بين بنين ومنغوليا.

## مقارنة بين البلدين
هذه مقارنة عامة ومرجعية للدولتين:
| وجه المقارنة                                              | بنين            | منغوليا         |
| --------------------------------------------------------- | --------------- | --------------- |
| المساحة (كم2)                                             | 114.76 ألف      | 1.57 مليون      |
| عدد السكان (نسمة)                                         | 11.18 مليون     | 3.08 مليون      |
| الكثافة السكانية (ن./كم²)                                 | 97.42           | 1.96            |
| العاصمة                                                   | بورتو نوفو      | أولان باتور     |
| اللغة الرسمية                                             | لغة فرنسية      | اللغة المنغولية |
| العملة                                                    | فرنك غرب أفريقي | توغروغ منغولي   |
| الناتج المحلي الإجمالي (بليون دولار)                      | 9.27 مليار      | 11.49 مليار     |
| الناتج المحلي الإجمالي (تعادل القوة الشرائية) بليون دولار | 22.38 مليار     | 36.16 مليار     |
| الناتج المحلي الإجمالي الاسمي للفرد دولار أمريكي          | 762             | 3.97 ألف        |
| الناتج المحلي الإجمالي للفرد دولار أمريكي                 | 2.03 ألف        | 11.95 ألف       |
| مؤشر التنمية البشرية                                      | 0.480           | 0.727           |
| رمز المكالمات الدولي                                      | +229            | +976            |
| رمز الإنترنت                                              | .bj             | .mn             |
| المنطقة الزمنية                                           | ت ع م+01:00     | ت ع م+08:00     |

## منظمات دولية مشتركة
يشترك البلدان في عضوية مجموعة من المنظمات الدولية، منها:
| علم المنظمة | اسم المنظمة                               | تاريخ انضمام بنين | تاريخ انضمام منغوليا |
| ----------- | ----------------------------------------- | ----------------- | -------------------- |
|             | وكالة ضمان الاستثمار متعدد الأطراف        | 26 سبتمبر 1994    | 21 يناير 1999        |
|             | منظمة الشرطة الجنائية الدولية             | ?                 | ?                    |
|             | منظمة حظر الأسلحة الكيميائية              | ?                 | ?                    |
|             | منظمة التجارة العالمية                    | ?                 | ?                    |
|             | الأمم المتحدة                             | 20 سبتمبر 1960    | 27 أكتوبر 1961       |
|             | مؤسسة التمويل الدولية                     | 5 فبراير 1987     | 14 فبراير 1991       |
|             | يونسكو                                    | 18 أكتوبر 1960    | 1 نوفمبر 1962        |
|             | مؤسسة التنمية الدولية                     | 16 سبتمبر 1963    | 14 فبراير 1991       |
|             | البنك الدولي للإنشاء والتعمير             | 10 يوليو 1963     | 14 فبراير 1991       |
|             | المركز الدولي لتسوية المنازعات الاستشارية | 14 أكتوبر 1966    | 14 يوليو 1991        |
|             | الاتحاد البريدي العالمي                   | ?                 | ?                    |
|             | الاتحاد الدولي للاتصالات                  | 1961              | 27 أغسطس 1964        |

## وصلات خارجية
- موقع وزارة الخارجية البنينية
- موقع وزارة الخارجية المنغولية